# Santa Maria dels Banys d'Arles
Santa Maria dels Banys d'Arles és l'antiga capella de l'Hospital Militar que hi hagué en el poble dels Banys d'Arles, del terme comunal dels Banys d'Arles i Palaldà, a la comarca del Vallespir (Catalunya del Nord).
Està situada al costat sud-oest de l'antic Hospital Militar, actualment convertit en balneari. És a la dreta del Montdony.